# Siccia adiaphora
Siccia adiaphora là một loài bướm đêm thuộc phân họ Arctiinae, họ Erebidae.